# Laguna Escondida (Picacho)
La laguna Escondida es un cuerpo de agua superficial ubicado en la Región de Aysén que recibe las aguas del lago Copa y las descarga a través del río Picacho que las lleva hasta la ribera sur del río Cisnes, a 5 km de su desembocadura.: 524 
La laguna Escondida tiene un ancho promedio de 1,5 km y un largo de unos 6 km.

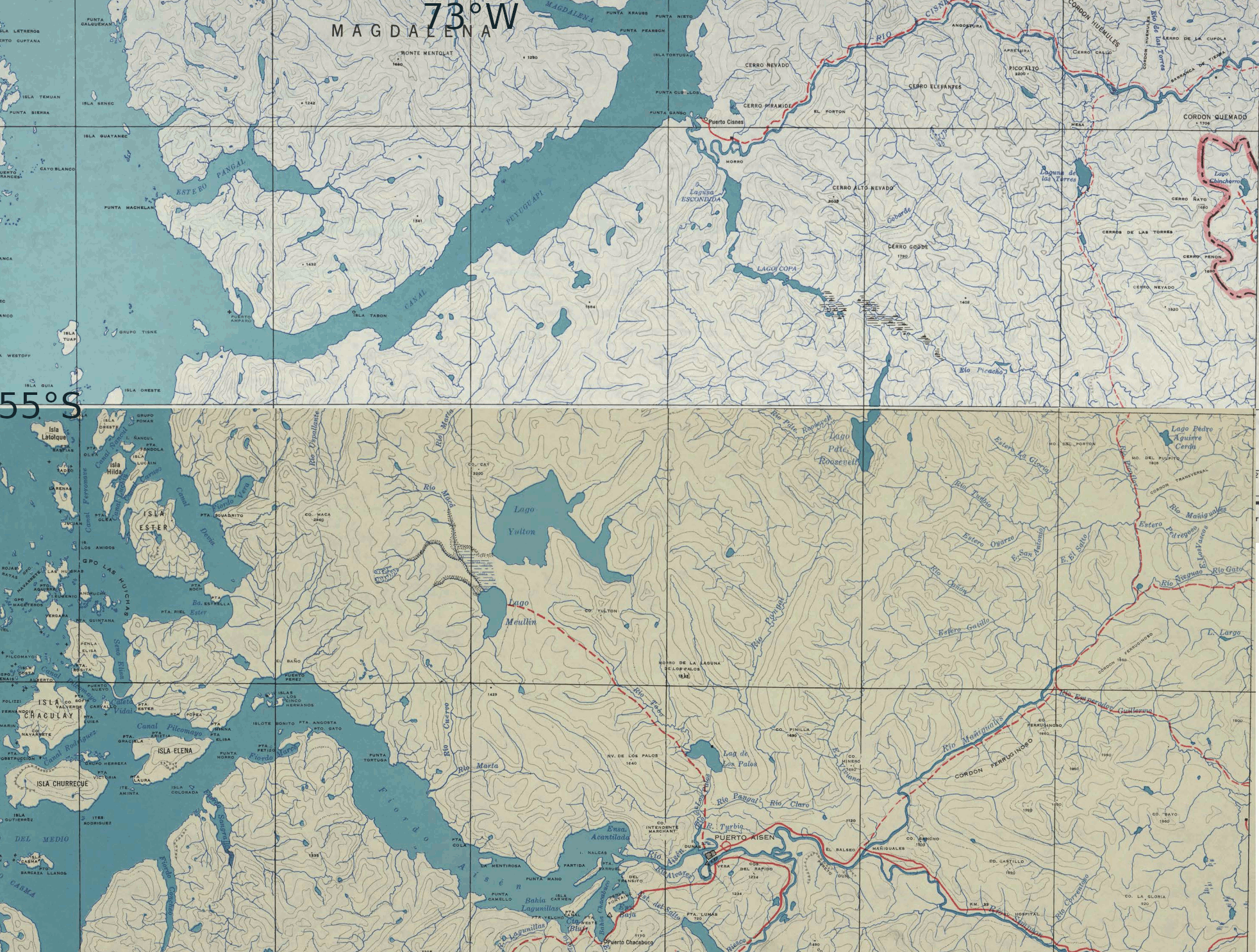
Interfluvio inferior entre el río Cisnes y el río Aysén.